# Сирен, Микко
Микко Йоханнес Сирен (фин. Mikko Johannes Sirén, родился 31 декабря 1975) — финский музыкант, барабанщик метал-групп Apocalyptica и Emigrate.

## Биография

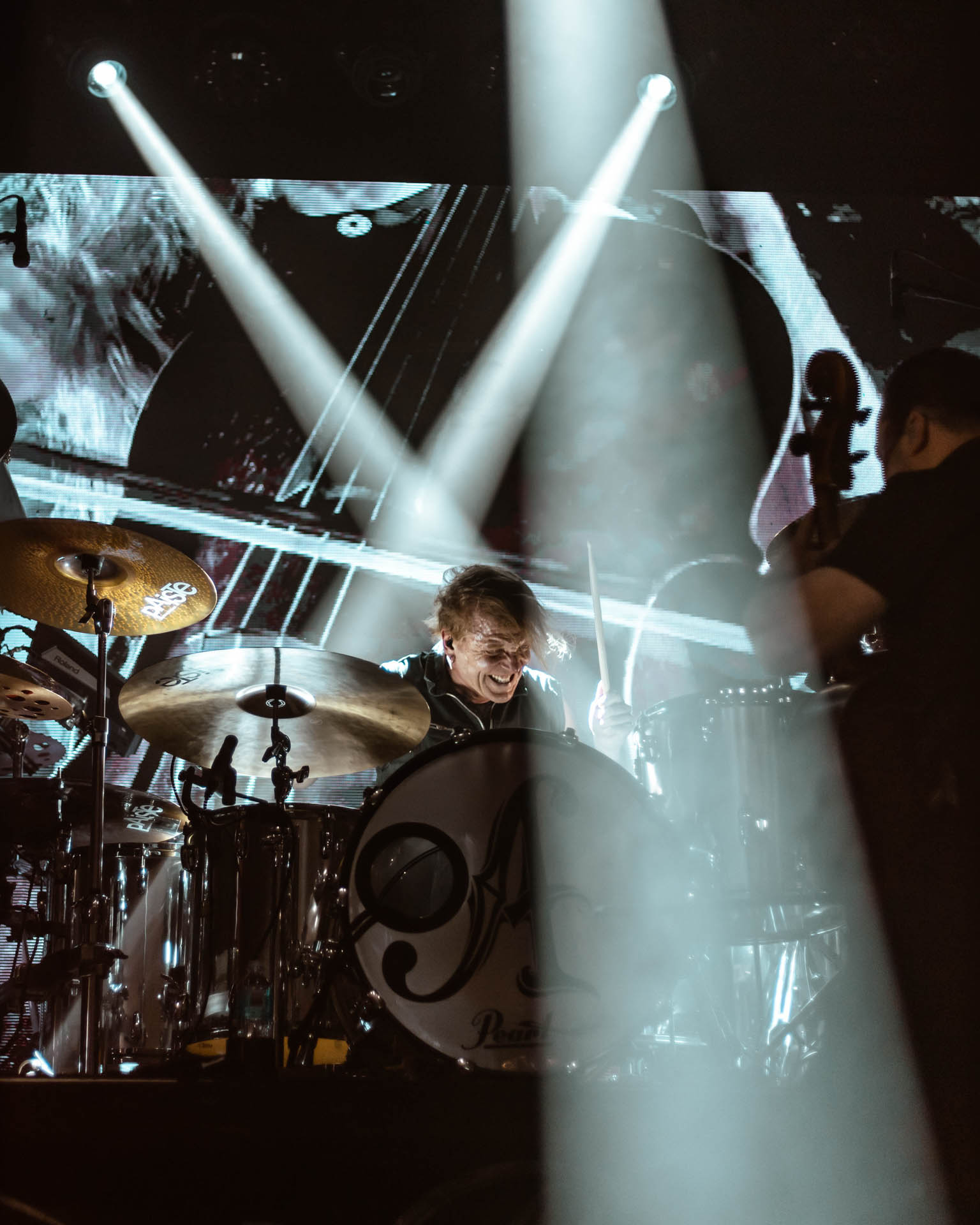
Mikko Sirén in Poland, 2023

В музыкальной школе обучался игре на барабанах по джазовому классу. Начал принимать участие в концертах Apocalyptica в 2003 году, однако стал участником группы лишь в 2006 году после того, как выступил более чем на двухстах концертах и выпустил альбом.
Известен как автор саундтрека (совместно с Пертту Кивилааксо) к игре Max Payne 2: The Fall of Max Payne и как автор партии барабанов на альбоме Элиаса Вильянена «Fire-Hearted».